# Pseudarista pagasusalis
Pseudarista pagasusalis là một loài bướm đêm trong họ Noctuidae.